# Chaerephon shortridgei
Chaerephon shortridgei es una especie de murciélago de la familia Molossidae.

## Distribución geográfica
Se encuentra en Botsuana, República Democrática del Congo, Sudáfrica, Zambia y Zimbabue. 

## Hábitat
Su hábitat natural son: sabanas húmedas y secas.

## Estado de conservación
Se encuentra amenazada de extinción por la pérdida de su hábitat natural.